# پلی‌آنژئیت میکروسکوپی

## تاریخچه
پلی‌آنژئیت میکروسکوپی مدت‌های طولانی به عنوان شکلی از پلی‌آرتریت ندوزا (PAN) در نظر گرفته می‌شد. طی این مدت برای افتراق این دو از مخفف mPAN برای پلی‌آنژئیت میکروسکوپی و از مخفف cPAN (پلی‌آرتریت ندوزای کلاسیک) استفاده می‌شد. از سال ۱۹۹۴, پلی‌آنژئیت میکروسکوپی به عنوان یک بیماری مستقل در نظر گرفته می‌شود.

## اپیدمیولوژی
پلی‌آنژئیت میکروسکوپی یک بیماری نادر است و بروز سالانه آن در حدود ۴ مورد به ازای هر یک میلیون نفر می‌باشد.

## علت
علت دقیق این بیماری نیز همچون تقریباً تمام بیماری‌های خودایمنی دیگر نامشخص است. پلی‌آنژئیت میکروسکوپی برخلاف پلی‌آرتریت ندوزا ارتباطی با هپاتیت B مزمن ندارد.

## علائم و نشانه‌ها
- درگیری کلیه (۷۰٪ موارد): گلومرولونفریت تا گلومرولونفریت سریعاً پیشرونده؛ هیپرتونی کلیوی و نارسایی کلیه. در آزمایش ادرار، میکروهماتوری و پروتئنوری دیده می‌شود.
- ریه: واسکولیت ریوی، گاه با خونریزی آلوئولی و وجود خون در خلط، پنومونیت، به ندرت آلوئولیت فیبروزدهنده.
- تغییرات پوستی (۴۰٪ موارد): ندول‌های پوستی، پورپورای قابل لمس (به ویژه در اندام‌های تحتانی) که گاه همراه با نکروز است و نیز واسکولیت لکوسیتوکلاستیک.
- علائم دیگر: پلی نوروپاتی، سینوزیت، اپی‌اسکلریت، دردهای عضلانی، دردهای مفصلی، برونشیت مزمن، دوبینی.

## تشخیص‌های افتراقی
- بیماری‌های کلاژنوز، به ویژه لوپوس اریتماتوس سیستمیک
- گرانولوماتوز وگنر
- پلی‌آرتریت ندوزا
- سایر واسکولیت‌ها[۱]

هرچند پلی‌آنژئیت میکروسکوپی از لحاظ بالینی مشابه پلی‌آنژئیت همراه با گرانولوماتوز (بیماری وگنر) است، اما در بررسی‌های بافت‌شناسی، التهاب گرانولوماتوز دیده نمی‌شود. در پلی‌آنژئیت میکروسکوپی نیز ANCA مثبت است که در بیش از ۶۰ درصد از موارد، مرتبط با میلوپراکسیداز (MPO) می‌باشد.

## درمان
در اینجا نیز همچون پلی‌آنژئیت همراه با گرانولوماتوز (بیماری وگنر), درمان براساس شدت بیماری تعیین می‌گردد. پس از درمان القائی برای فروکشی بیماری (Induction therapy) که معمولاً با تجویز کورتون و سیکلوفسفامید انجام می‌شود، درمان نگهدارنده با تجویز داروهایی مانند متوترکسات یا آزاتیوپرین ادامه می‌یابد. البته در صورت درگیری کلیه، متوترکسات تجویز نمی‌شود.